# Drienčany
Drienčany (in ungherese: Derencsény, in tedesco: Drentschen) è un comune della Slovacchia facente parte del distretto di Rimavská Sobota, nella regione di Banská Bystrica.
Il villaggio è citato per la prima volta nel 1291 (Drenchen), come sede di un castello da cui trasse origine la nobile famiglia locale dei Derencsény. Quest'ultima detenne il paese fino al XVII secolo. Il castello dei Derencsény venne distrutto per ben due volte: nel XV secolo dal condottiero Ján Jiskra, capo degli hussiti boemi, e nel 1451 da János Hunyadi.